# Энгер, Анна
А́нна Э́нгер Ритч (англ. Anna Enger Ritch, род. 2 марта 1987, Филиппины) — американская актриса филиппино-норвежского происхождения.

## Биография
Анна Ритч родилась на Филиппинах в 1987 году, одна из шестерых детей. Окончила Академию искусств Саванны (Джорджия, США). Дебютировала в кино в 2007 году, сыграв роль официантки в телесериале "Дерзкие и красивые, затем играла в различных эпизодических ролях в таких фильмах и телесериалах, как: «Дикарь» (роль Габриэль Хэнли, 2011), «Дневники вампира» (роль Даны, 2011), «Кадры» (роль Элианоры, 2013), «Телеведущий 2: И снова здравствуйте» (роль ассистентки Брайана, 2013) и «Анатомия любви» (роль Сабины, 2014).
В 2018 году сыграла в телесериалах «Призрак дома на холме» (Джоуи) и «Медики Чикаго» (агент Ингрид Ли), а также в пилотной серии перезапуска «Полицейские под прикрытием» (2019). В 2022-м сыграла офицера полиции Зою Пауэлл в «Спецназ города ангелов», журналистку Джулии Джонсон в «Уокер» и Эшли в «На одном крыле» Шона Макнамара.
Замужем, супруги имеют сына.

## Избранная фильмография
| Год       |    | Русское название                    | Оригинальное название             | Роль                |
| --------- | -- | ----------------------------------- | --------------------------------- | ------------------- |
| 2007      | с  | Дерзкие и красивые                  | The Bold and the Beautiful        | официантка          |
| 2009      | с  | До смерти красива                   | Drop Dead Diva                    | Эми                 |
| 2010      | с  | Знакомство с Браунами               | Meet the Browns                   | Марси               |
| 2011      | ф  | Дикарь                              | Savage                            | Габриэль Хэнли      |
| 2011      | с  | Необходимая жестокость              | Necessary Roughness               | Сара                |
| 2011      | с  | Дневники вампира                    | The Vampire Diaries               | Дана                |
| 2011      | ф  | 96 минут                            | 96 Minutes                        | Рейчел              |
| 2011      | тф | Аве Мария                           | Hail Mary                         | Джинвьев            |
| 2012      | с  | Волчонок                            | Teen Wolf                         | студентка           |
| 2013      | ф  | Кадры                               | The Internship                    | Элианора            |
| 2013      | с  | Коварные горничные                  | Devious Maids                     | Стейси              |
| 2013      | ф  | Телеведущий 2: И снова здравствуйте | Anchorman 2: The Legend Continues | ассистентка Брайана |
| 2014      | ф  | Анатомия любви                      | Endless Love                      | Сабин               |
| 2014      | с  | Исправлять ошибки                   | Recify                            | Джун Бенни          |
| 2014      | с  | Нэшвилл                             | Nashville                         | Селия Синклер       |
| 2015      | с  | Сложности                           | Complications                     | медсестра Мия Джой  |
| 2016      | ф  | Выбор                               | The Choice                        | Меган               |
| 2016      | тф | Присяжные                           | The Jury                          | Ориана              |
| 2017      | с  | Суеверие                            | Superstition                      | Сара                |
| 2018      | с  | Пожизненный приговор                | Life Sentence                     | доктор Хелена Чан   |
| 2017—2018 | с  | Гавайи 5.0                          | Hawaii Five-0                     | Лейла               |
| 2018      | с  | Призраки дома на холме              | The Haunting of Hill House        | Джоуи               |
| 2018—2019 | с  | Медики Чикаго                       | Chicago Med                       | агент Ингрид Ли     |
| 2019      | тф | Полицейские под прикрытием          | New York Undercover               | неизвестно          |
| 2020—2021 | с  | Морская полиция: Новый Орлеан       | NCIS: New Orleans                 | Кара Валентино      |
| 2022—2023 | с  | Уокер                               | Walker                            | Джулия Джонсон      |
| 2022—2025 | с  | Спецназ города ангелов              | S.W.A.T.                          | офицер Зоя Пауэлл   |
| 2023      | ф  | На одном крыле                      | On a Wing and a Prayer            | Эшли                |